# Baía Sulzberger

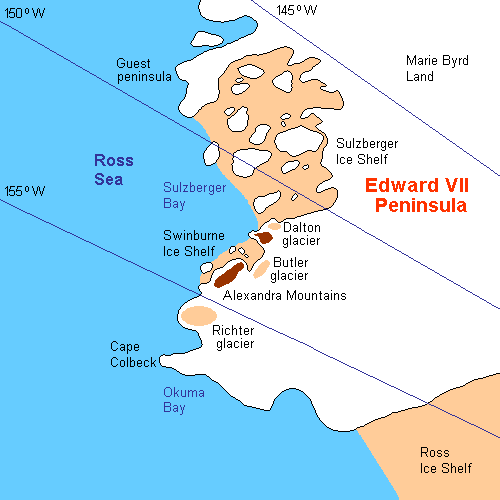
Mapa da localização da baía Sulzberger.

A baía Sulzberger () é uma baía entre a Ilha do Pescador e a Ilha Vollmer, junto à costa da Terra de Marie Byrd. Descoberta pela Expedição Antártica Byrd em 5 de dezembro de 1929, foi assim denominada por Byrd e recebeu o nome de  Arthur H. Sulzberger, editor do New York Times e financiador das expedições de Byrd em 1928-30 e 1933-35.
A baía Sulzberger indenta a frente da Plataforma de Gelo Sulzberger (77° 00′ S, 148° 00′ O), uma plataforma de gelo cerca de 85 milhas (137 km) de comprimento e 50 milhas (80 km) de largura margeando a costa da Terra de Marie Byrd entre a península Eduardo VII e a península Guest. A plataforma de gelo foi observada e mapeada de forma bruta pela Expedição Antártica Byrd (1928-30).
A bacia Sulzberger (77° 00′ S, 152° 30′ O) é uma bacia submarina na plataforma Ross central nomeada em associação com a Baía Sulzberger.